# Agromyza fragariae
Agromyza fragariae är en tvåvingeart som beskrevs av Malloch 1913. Agromyza fragariae ingår i släktet Agromyza och familjen minerarflugor. Inga underarter finns listade i Catalogue of Life.